# NGC 814
NGC 814 (другие обозначения — MCG −3-6-10, IRAS02082-1600, PGC 8319) — линзообразная галактика (S0) в созвездии Кит. Открыта Ормондом Стоуном в 1886 году. Описание Дрейера: «очень тусклый, маленький объект круглой формы, более яркий в середине». 
При открытии Стоун указал координаты, по которым впоследствии не было обнаружено никакой галактики. Стоун открыл эту галактику в тот же день, что и NGC 815, которая находилась рядом, но также не была обнаружена на указанных координатах, и изначально эти объекты считались потерянными. Однако, строились предположения, какие на самом деле галактики были открыты: сначала считалось, что NGC 814 и 815 — это PGC 7799 и 7798 соответственно: эта пара имеет такую же разность координат, как и указанная Стоуном для NGC 814 и NGC 815 и находится на расстоянии около градуса к северо-западу от указанных позиций. Также есть и другая похожая пара галактик: PGC 8319 и 906183. Они находятся приблизительно в половине градуса к востоку и имеют такое же склонение. На сегодняшний день верным считается второй вариант: для Нового общего каталога более характерны ошибки в прямом восхождении, чем в склонении. Кроме того, в его пользу говорит наличие зарисовки Стоуна, которая содержит расположение соседних звёзд, соответствующее идентификации NGC 814 с PGC 8319. 
Галактика удаляется от нас со скоростью 1615 км/с, а значит, по закону Хаббла, находится на расстоянии порядка 71–75 млн световых лет от Млечного Пути. Её диаметр составляет около 30 тысяч световых лет. 
Этот объект входит в число перечисленных в оригинальной редакции «Нового общего каталога».